# Mont-Royal
Mont-Royal, på engelska även kallad Mount Royal, är en stad (kommun av typen ville) i provinsen Québec i Kanada. Den ligger i regionen Montréal, i den sydöstra delen av landet, på nordvästra sidan av berget som gett staden sitt namn. Staden bildades 1912 i samband med bygget av en järnvägstunnel från centrala Montréal på andra sidan berget. Den refereras ofta till med kommuntyp för att skilja den från berget, Ville de Mont-Royal respektive Town of Mount Royal, eller förkortat VMR respektive TMR.
Kommunen är officiellt tvåspråkig (franska och engelska), med 46 % fransktalande och 23 % engelsktalande (modersmålstalare) vid folkräkningen 2021.